# 森町 (靜岡縣)
森町（日语：／ Mori machi */?）為位于靜岡縣西部的町。當地是小國神社的所在地。當地還有山葉發動機的工廠。德川幕府時期，這裡也是幕府的天領。